# 卡爾霍恩鎮區 (愛荷華州卡爾霍恩縣)
卡爾霍恩鎮區（英語：Calhoun Township）是位於美國愛荷華州卡爾霍恩縣的一個行政鎮區。

## 地方資料
根據2010年美國人口普查的數據，卡爾霍恩鎮區的面積為81.79平方千米，當中陸地面積為81.77平方千米，而水域面積為0.02平方千米。當地共有人口166人，而人口密度為每平方千米2.03人。